# Ulf Holm
Ulf Peter Holm, född 4 juni 1969 i Staffanstorp, Malmöhus län, är en svensk politiker (miljöpartist). Han var riksdagens andre vice talman 2010–2014.
Holm var ledamot av Europaparlamentet 1995–1999[källa behövs] och var ordinarie riksdagsledamot 2002–2014 (även tjänstgörande ersättare i riksdagen 2023), invald för Skåne läns södra valkrets. Han var den ena av den miljöpartistiska riksdagsgruppens två gruppledare 2008–2010. Vidare var han sammankallande i Miljöpartiet de grönas partistyrelse 1999–2006. I EU-parlamentsvalet 2009 stod han på fjärde plats på Miljöpartiets kandidatlista. Efter riksdagsvalet 2014 utnämndes Ulf Holm till statssekreterare åt finansmarknadsminister Per Bolund.
I egenskap av tidigare förbundssekreterare (1988–1993) med mera är Holm hedersmedlem i Grön Ungdom.